# The Destructors (film)
The Destructors este un film SF din 1968. A fost regizat de Francis D. Lyon, produs de United Pictures Corporation și lansat de Feature Film Corp. of America. Rolurile principale au fost interpretate de actorii Richard Egan, Patricia Owens, John Ericson și Michael Ansara.

## Prezentare
Agenții străini caută o substanță numită „rubin-laser” care poate alimenta un fascicul laser ucigaș. Agenții americani guvernamentali sunt trimiși pentru a proteja substanța și pentru a scăpa de agenții străini.

## Distribuție
- Richard Egan - Dan Street
- Patricia Owens - Charlie
- John Ericson - Dutch Holland
- Michael Ansara - Count Mario Romano
- Joan Blackman - Stassa
- David Brian - Hogan
- Johnny Seven - Spaniard
- Khigh Dhiegh - King Chou Lai
- Gregory Morton - Dr. Frazer
- John Howard - Ernest Bushnell
- Michael Dugan - Parkhouse
- Jim Adams - Agent Wayne
- Eddie Firestone - Dr. Barnes
- Olan Soule - Mace
- Linda Kirk - Prissy
- Rick Traeger - Hans Gertmann
- King Moody - Patch
- Cal Currens - King's Bodyguard
- Jayne Massey - Operator Suzie
- Tom McDonald - Agent Dewey
- Horace Brown - Skipper
- Douglas Kennedy - General
- Walter Reed - Admiral
- James Seay - Sec. of Defense

## Legături externe
- The Destructors la Internet Movie Database

## Vezi și
- Listă de filme științifico-fantastice din anii 1960‎